# Didier Van Vlaslaer
Didier Van Vlaslaer (né le 8 février 1955 à Conflans-Sainte-Honorine) est un coureur cycliste professionnel français. 

## Palmarès

### Amateur
- Amateur
  - 1969-1977 : 49 victoires

- 1976
  - Paris-Ézy
  - Paris-Briare
  - Grand Prix d'Issoire
  - 3e de Paris-Dreux

- 1977
  - Paris-Troyes
  - Grand Prix de Toulon
  - Grand Prix de la Seyne
  - Trois Jours des Hauts-de-Seine
  - 2e étape du Tour d'Île-de-France
  - 5e étape du Tour de Seine-et-Marne

### Professionnel
- 1979
  - 3e du Grand Prix de Saint-Raphaël

## Résultat dans les grands tours

### Tour de France
1 participation
- 1978 : abandon (11e étape)